# Ернст Зимел
Ернст Зимел (на немски: Ernst Simmel) е германски и американски невролог и психоаналитик, пионер в психоанализата.

## Биография
Роден е на 4 април 1882 година във Вроцлав, Полша, като най-малкото от 9 деца в еврейско семейство. Баща му Зигфрид е банкер, а майка му Йохана ръководи агенция за наемане на домашни прислужници.
След като учи медицина и психиатрия в Берлин и Рощок, Симел получава медицинска степен през 1908 г. с дисертация по психогенната етиология на деменция прекокс.
По време на Първата световна война служи като военен лекар и управител на болница. Завръщайки се в Берлин след войната, започва обучителна анализа с Карл Абрахам през 1919 г. Заедно с Абрахам и Макс Айтингон спомага за основаването на Берлинското психоаналитично общество, на което е президент от 1926 до 1930 г. Основава (1927) Tegel sanatoriumat Schloss Tegel край Берлин и работи като негов главен лекар. Санаториумът банкрутира и Зимел го затваря през 1931 г.
Емигрира в САЩ през 1934 г. Умира на 11 ноември 1947 година в Лос Анджелис на 65-годишна възраст.

## За него
- Franz Alexander (Hrsg.), Psychoanalytic pioneers. Basic Books, New York 1966; Neuausgabe: Transaction Publications, New Brunswick 1995.
- Max Horkheimer, Ernst Simmel und die Freudsche Philosophie (1948). In: Psyche, 1978, S. 483–491.
- Sebastian Möhle, Die erste Generation der deutschen Psychosomatik – Frühe psychoanalytische Ansätze und Entwicklungen. Kovač, Hamburg 2010, ISBN 978-3-8300-5329-3.